# Jebel Adad Medni
Jebel Adad Medni är ett berg i Marocko.   Det ligger i regionen Souss-Massa, 500 km söder om huvudstaden Rabat. 